# Michael Pacher
Michael Pacher est un peintre et sculpteur autrichien, né vers 1435, peut-être près de  Falzes, à proximité de  Brunico dans l'actuelle région du Trentin-Haut-Adige (Tyrol) et mort fin juillet/début août 1498 à Salzbourg.
Influencé par Donatello et Mantegna, il est réputé pour ses peintures de retables d'église. Son chef-d'œuvre est l'autel composé de sculptures et de peintures de l’église dédiée à saint Wolfgang dans la commune de Sankt Wolfgang im Salzkammergut.

## Biographie
Peu de détails sont connus de sa vie, seuls des documents administratifs, comme des factures, contrats et reçus fournissent des informations indirectes. Michael Pacher est né entre 1430 et 1440. Ni la date ni le lieu de sa naissance ne sont documentés,, mais une naissance à proximité de Brunico  où il travaille est plausible. Le lien de parenté avec Friedrich Pacher, l'autre peintre de Brunico, n'est pas clair : ils exercent le même métier dans la même commune et travaillent ensemble pendant des années. De plus Hans, le fils de Michael, reprend l'atelier et la maison de Friedrich. Pour Friedrich, la provenance de Bressanone est documentée.
Michael Pacher dirige, entre 1460/65 et 1495, un atelier de peinture et sculpture de retables à Brunico dans le Val Pusteria. Le choix de Brunico, alors une bourgade campagnarde de 130 maisons et 1500 habitants, plutôt que d'une ville plus développée comme Bressanone, est peut-être dû au fait qu'il s'installe dans la demeure, plutôt aisée, de sa femme, quand il se marie, encore compagnon, au début des années 1460. L'atelier de Pacher devient rapidement un des ateliers les plus productifs de son époque. Outre sa collaboration avec Friedrich, il emploie, vers 1470, une dizaine de compagnons. Progressivement, Pacher se concentre sur la réalisation des fresques et peintures, et laisse les sculptures à Friedrich. Pacher est documenté comme citoyen et maître à Brunico depuis 1467. Il passe les trois dernières années de sa vie à Salzbourg à la réalisation, sur place, du maître-autel de l'église des Franciscains.

## Éléments stylistiques
La formation de Pacher prend son origine dans des œuvres de Jakob Sunter (aussi appelé Maître de Saint Sigmund), et du Maître d'Uttenheim, peut-être un parent, et chez lequel il reçoit sa première formation. À Bressanone, il y avait aussi une série d'ateliers, aux noms de Jakob von Seckau, Lienhart Scherhauff, Hans Reichart ou Konrad Haselpeck, où Pacher a pu s'instruire.
Il a pu avoir connaissance de la peinture contemporaine souabe par le retable de Hans Multscher à Sterzing et des peintures de Leonhard von Brixen, et de la peinture flamande par l'intermédiaire de Nicolas Gerhaert de Leyde qui vivait à Strasbourg à la fin des années 1450. Son expérience artistique est surtout due aux rencontres durant son tour de compagnonnage qu'il a sans doute, comme des générations d'artistes tyroliens avant lui, effectué en Italie du Nord, et notamment à Padoue. Pacher devait donc connaître les œuvres de Mantegna et celles réalisées à Padoue par Filippo Lippi et  Donatello, et peut-être aussi les œuvres de la première Renaissance florentine où les lois de la perspective sont appliquées. Lui-même est l'un des premiers, dans le Nord, qui applique avec profit ces nouvelles possibilités. En même temps Pacher est, dans son style, les postures des personnages, les plis des vêtements, l'insertion des personnages l'espace environnant, un adepte de l'art contemporain du Nord - en particulier de Nicolas Gerhaert de Leyde et du Maître E. S.. Le rapport à ces modèles n'est cependant, pas une imitation ; Pacher s'en inspire plutôt et les transforme de façon personnelle.

## Œuvres
Des œuvres de Pacher et de son atelier sont conservés deux retables de taille moyenne, et deux grands polyptyques, et une douzaine de panneaux et une douzaine de sculptures sur bois, pièces isolées d'ensembles dispersés.

### Retable de saint Wolfgang

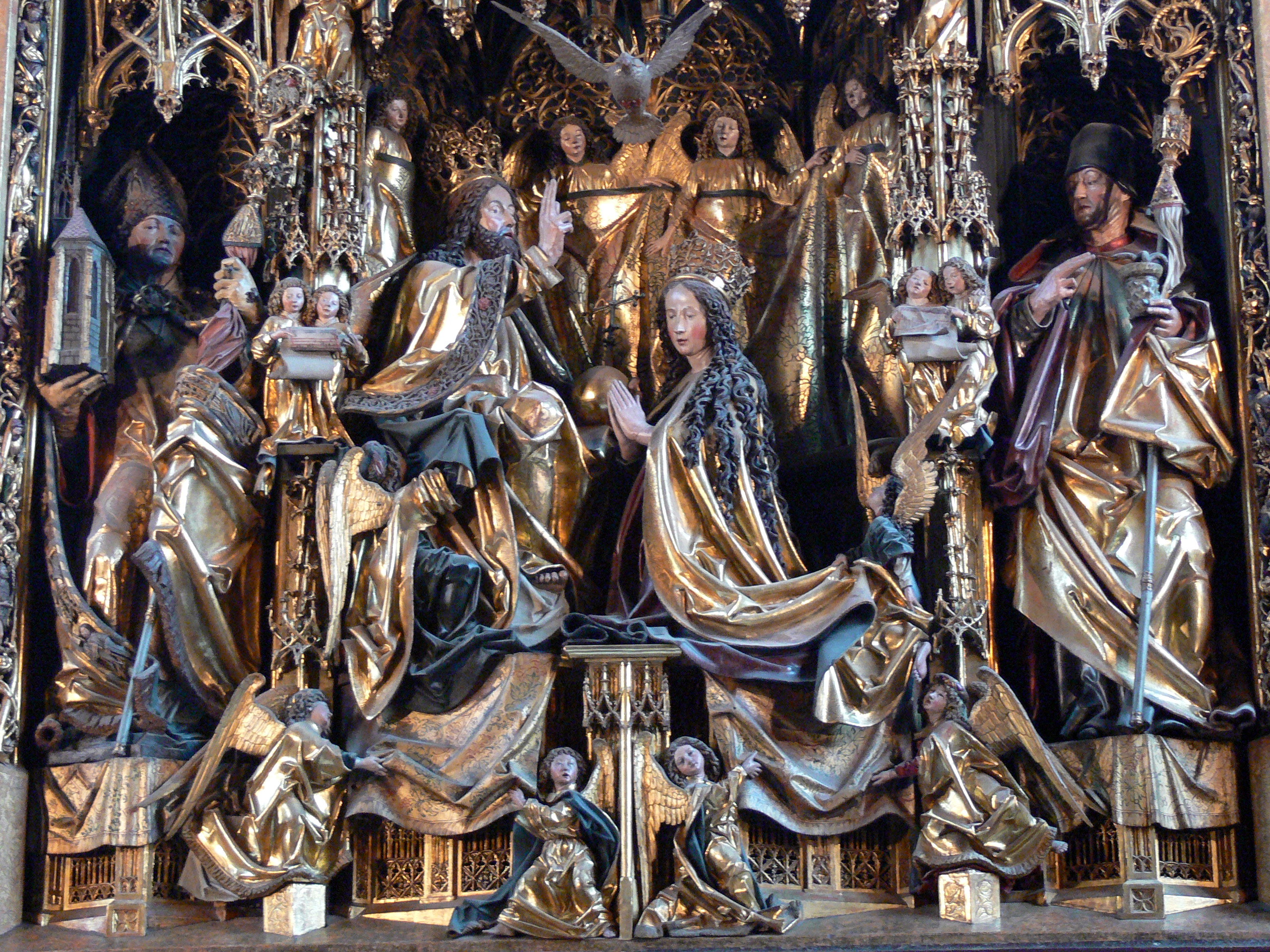
Couronnement de la Vierge, Retable de saint Wolfgang.

Œuvre la plus connue de Pacher, le retable de l’église Saint-Wolfgang à Sankt Wolfgang im Salzkammergut est commandé en 1471, d'après un contrat avec l'abbé de Mondsee, Benedikt Eck. Achevé en 1481, il s'agit d'un retable à double volets.
La huche représente le couronnement de la Vierge, les 4 tableaux latéraux illustrant, selon l'iconographie traditionnelle, les scènes de la Vie de Marie.
Les panneaux intérieurs du polyptyque, visibles lors d'une première fermeture du retable, représentent 8 scènes de la Vie du Christ.
En temps ordinaire, quand le retable est complètement fermé, quatre scènes de la Légende de Saint Wolfgang sont visibles. Les peintures de ces volets extérieurs auraient été exécutées, d'après les esquisses de Michael Pacher, par son ouvrier par Friedrich Pacher   

### Retable des Pères de l'Église

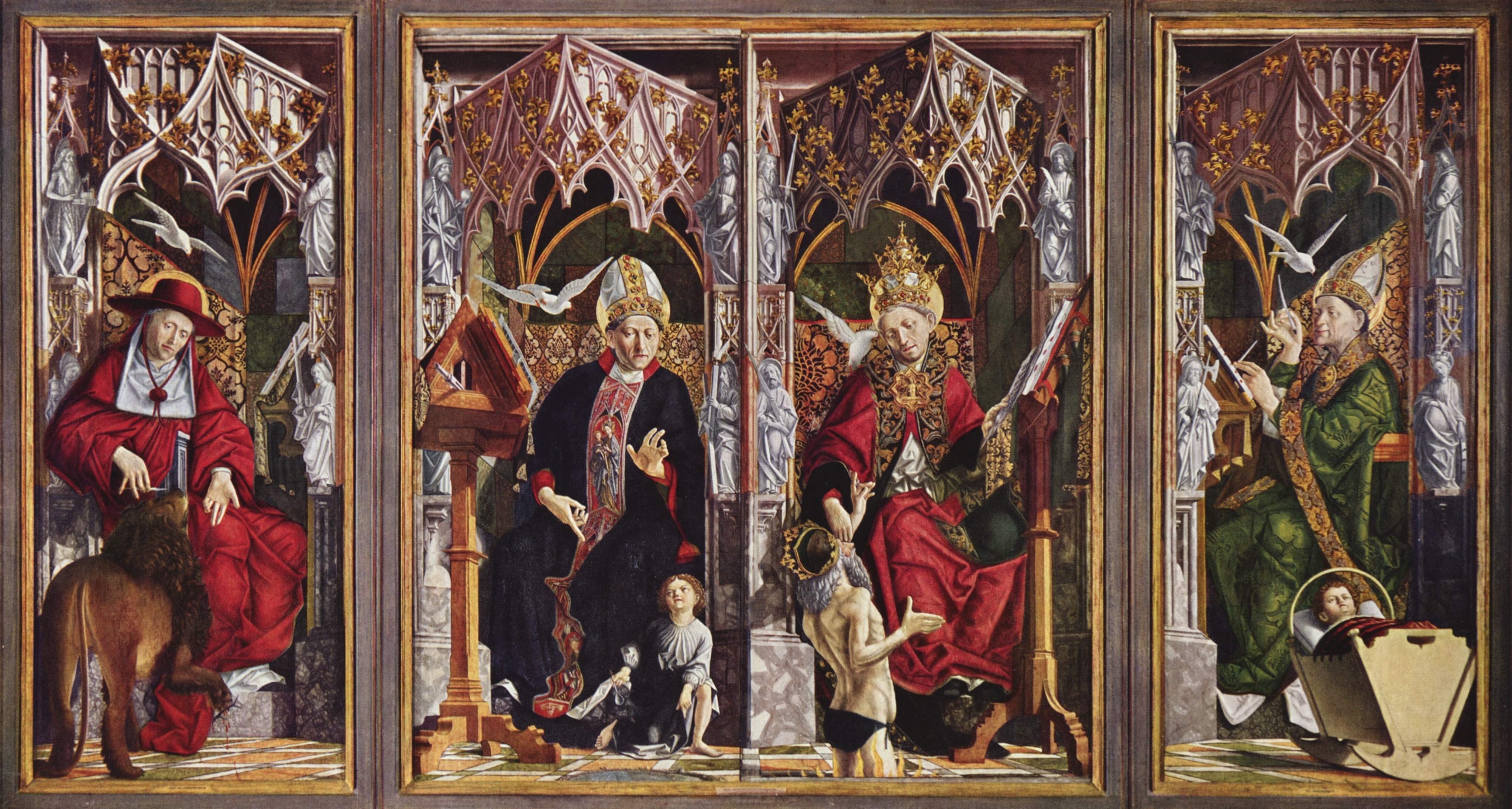
Retables des pères de l'Église : Jérôme, Augustin, Grégoire, et Ambroise (1483–84), Alte Pinakothek, Munich

Réalisé vers 1480, destiné au couvent Neustift, près de Bressanone , et désormais visible à Munich, à la Alte Pinakothek, le retable des pères de l'église est divisé en quatre parties, chacune représentant l'un des quatre grands docteurs de l' église occidentale : Jérôme, Ambroise, Augustin et Grégoire le Grand.
Les deux figures latérales, Jérôme et Ambroise, sont les parties intérieures de deux volets qui se referment sur les deux figures centrales, Augustin et Grégoire le Grand. Quand le retable est fermé, on voit quatre panneaux, deux sur chacun des volets, représentant des épisodes de la vie de saint Wolfgang ou la vie de Saint Augustin, dont notamment le Saint Wolfgang et le diable ou Saint Augustin et le diable.

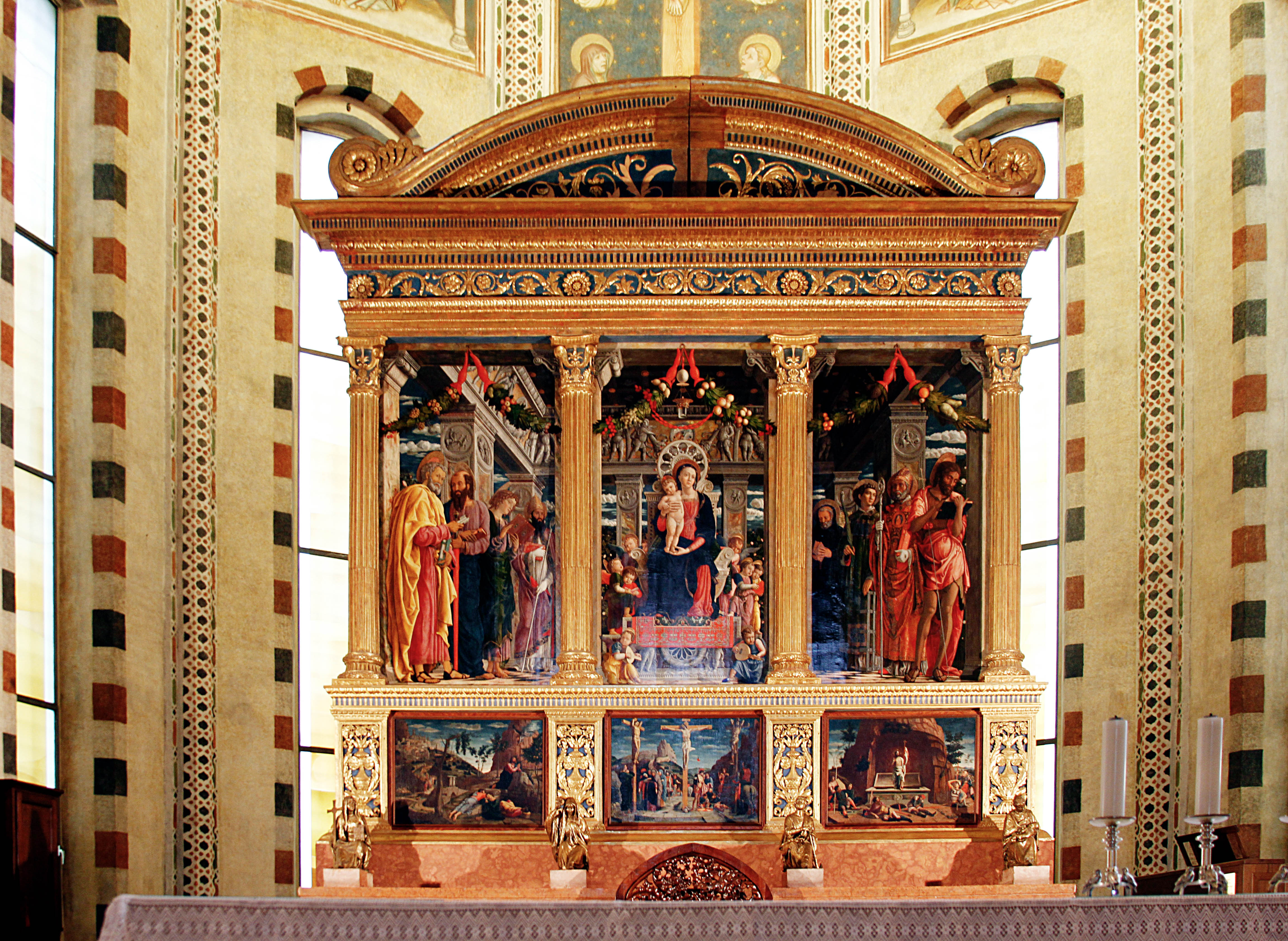
Andrea Mantegna, Retable de San Zeno (1456-1459).

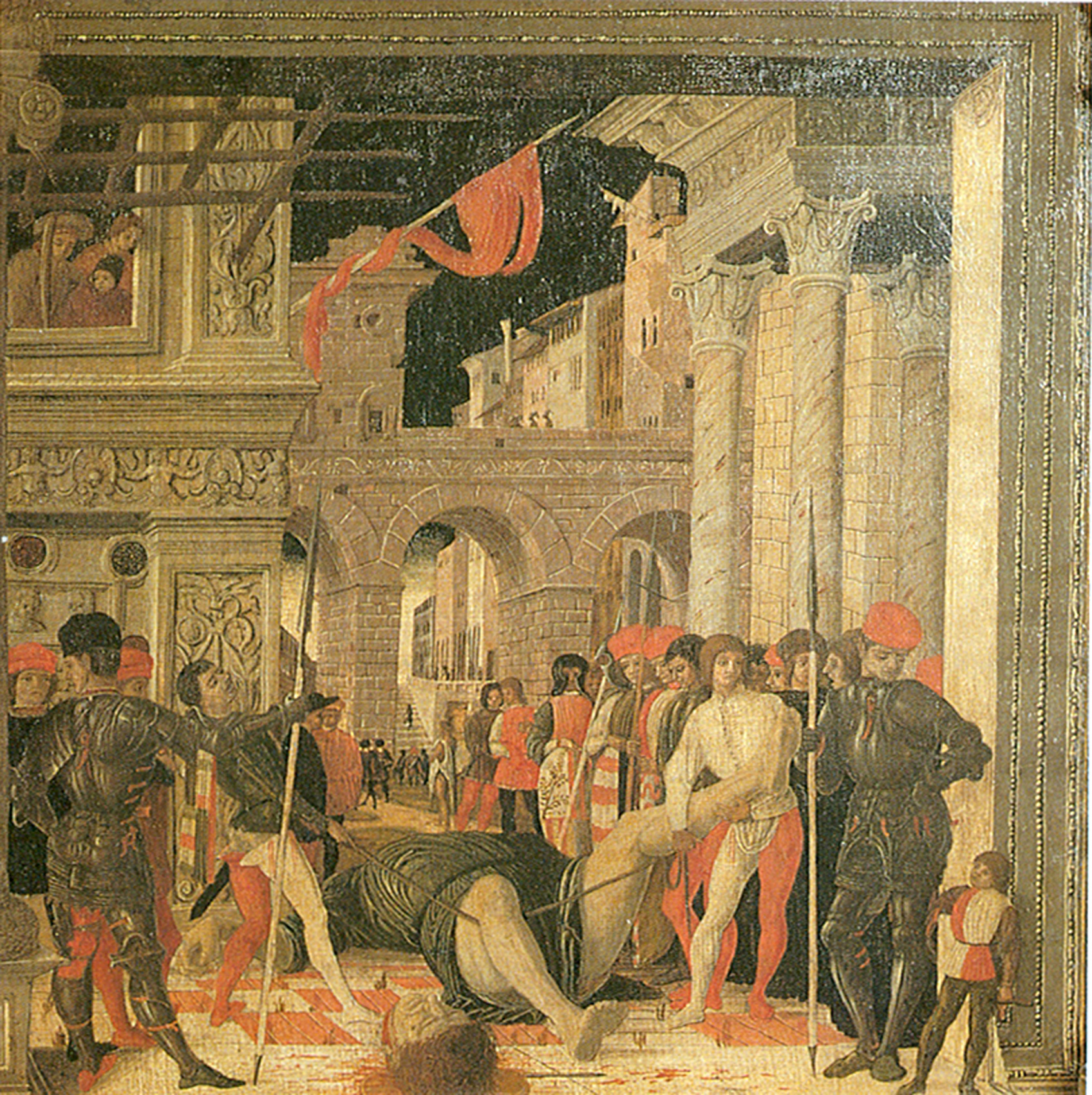
Andrea Mantegna, Transport du corps de saint Christophe (copie du musée Jacquemart-André).

Le panneau à l'extrême gauche représente saint Jérôme en habit de cardinal. Il est accompagné du lion auquel il aurait retiré une épine de la patte. Suit Augustin, peint avec l'enfant qu'il aurait vu, selon la légende, en se promenant sur une plage, ramassant de l'eau avec une cuillère. Quand Augustin demanda à l'enfant ce qu'il faisait, l'enfant répondit que son activité était aussi inutile que les tentatives d'Augustin à comprendre le concept de sainte trinité par un raisonnement rationnel. À la droite d'Augustin le pape Grégoire le Grand ou Grégoire Ier, avec à ses pieds l'empereur romain Trajan, que Grégoire aurait sauvé de l'enfer par la prière et en baptisant son âme. Tout à droite, Ambroise de Milan montré avec un bébé dans un berceau , qui symbolise probablement une légende au sujet de sa vie : quand Ambroise était bébé dans son berceau, un essaim d'abeilles a couvert son visage et laissé une goutte de miel. Le père de Ambroise l'a pris comme un signe annonçant l'éloquence future de Ambroise. Une autre interprétation de la présence du berceau est que c'était un enfant qui a demandé qu'Ambroise soit évêque de Milan.
Chacun des quatre pères de l'église est représenté avec une colombe, symbolisant la présence du saint Esprit.
Les personnages sont représentés dans des habits richement décorés, aux drapés soignés, ornés de bandeaux aux figures saintes; ils sont assis sur des trônes aux dossiers damassés et, comme pour des statues, surmontés d'un riche fronton décoré d'arcatures.
Les panneaux du dos, visibles quand les volets sont fermés, représentent des épisodes rarement peints de la vie de saint Augustin, tirés pour certains de la Légende dorée. Le premier montre une disputation entre Augustin et des hérétiques, le deuxième, le plus connu, la Présentation du « Livre de ses péchés » par le diable, le troisième une guérison d'un malade, le dernier enfin une vision de saint Sigisbert. L'église avait déjà un retable, du Maître d'Uttenheim, dédié à saint Augustin. Ses huit volets représentent aussi des scènes de la vie d'Augustin, plus courantes, décrites dans la Légende dorée; il a donc fallu trouver des épisodes plus rarement vus. Les panneaux des deux retables se font d'ailleurs écho; ainsi, la vision de Sigisbert correspond à la vision d'Augustin.
L'influence d'Andrea Mantegna est visible dans les panneaux. . Le style de composition est le même pour les quatre panneaux du dos : les protagonistes occupent le premier plan qu'ils remplissent complètement, sans que l'action se poursuive en profondeur. Les quatre panneaux des pères ont un point de fuite commun que l'on retrouve facilement en suivant le dallage. Une telle unité est déjà présente dans le retable de San Zeno de Mantegna.
L'architecture du panneau de la Présentation du « Livre de ses péchés » reflète celle du Transport du corps de saint Christophe de Mantegna.

### Autres œuvres

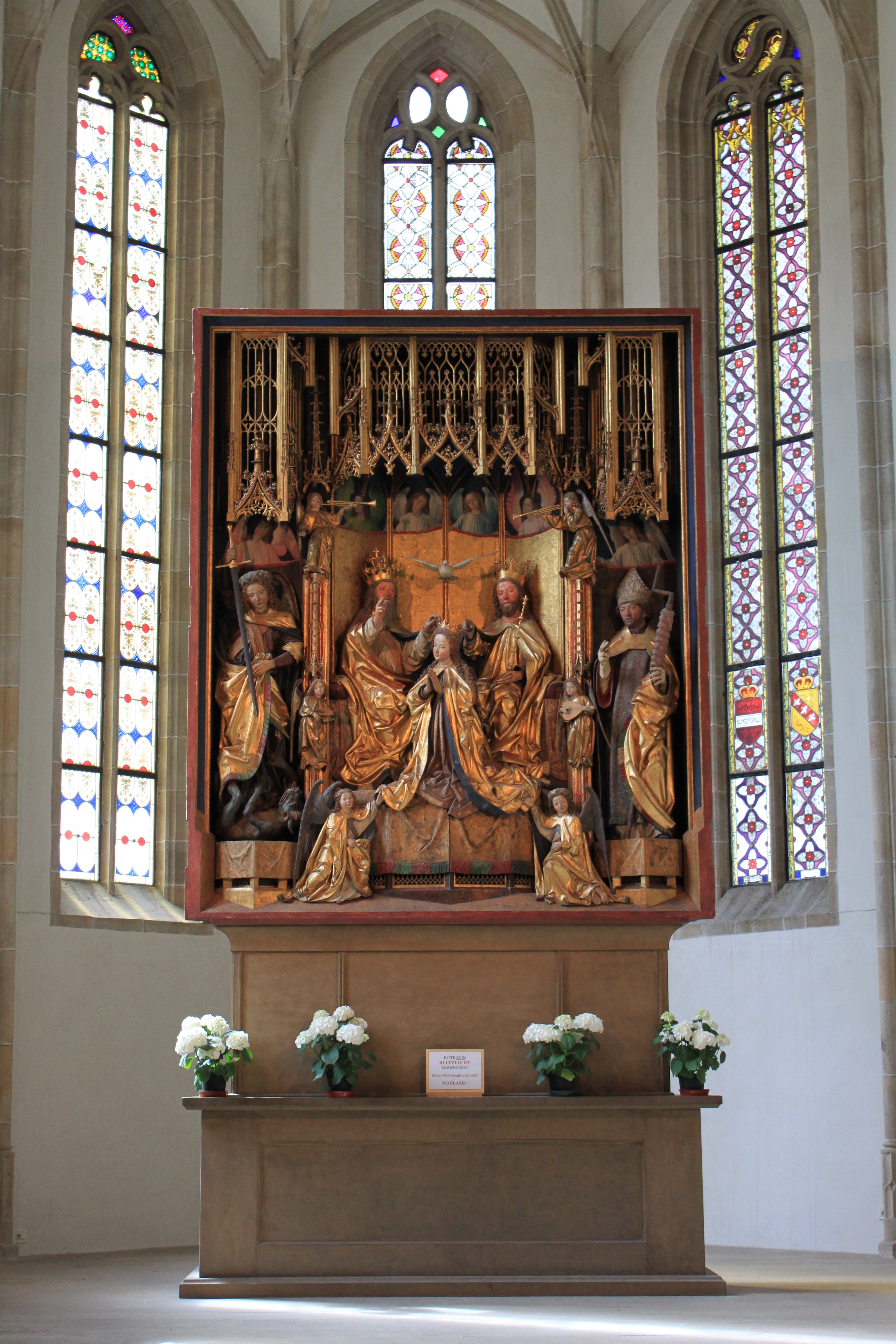
Huche du retable dans l'ancienne église paroissiale de Gries à Bolzano.

Ses premières œuvres sont un Couronnement de la Vierge (1452-1460, Munich, Alte Pinakothek) et la Vierge et l'Enfant, un fragment d'une Fuite en Égypte, (vers 1470, panneau de chêne 51,7 × 46 cm, Kunstmuseum (Bâle)).
Retable de l'église Saint-LaurentMaître-autel de l'église paroissiale Saint-Laurent à San Lorenzo di Sebato au Tyrol du Sud, vers 1465. La datation est incertaine : les parties sculptées correspondent bien à une date avant 1462, mais le style des volets, et en particulier les épisodes de la Légende de saint Laurent supposent la connaissance des fresques de Mantegna à la chapelle Ovetari de Padoue, ce qui les date vers 1482-1484.
Des quatre panneaux en bois de pin (104 × 100 cm) placés sur les volets extérieurs, deux sont conservés au palais du Belvédère à Vienne,. Ce sont :
- La Séparation de saint Laurent et du pape Sixte
- Saint Laurent devant l'empereur Dèce.
- Saint Pierre et Saint Paul Österreichische Galerie Belvedere
- Un autre est à Munich
- Une sculpture de la Vierge à l'Enfant est conservée sur place.

Retable de Gries près de BolzanoDe ce retable du couronnement de Marie créé vers 1470-1473 ne subsistent que des parties :  l'écrin avec la représentation du couronnement de Marie encadré de saints, deux volets en relief avec l'Annonciation et la Nativité
- Du retable du couronnement de la Vierge, l'écrin encadré de saints, et deux volets en relief avec l'Annonciation et la Nativité
- Une sculpture de la Vierge à l'Enfant.

Église franciscaine de Salzbourg, vers 1495
- Maître-autel
- Statue de la Vierge
- Mariage de la Vierge et la Flagellation du Christ, Österreichische Galerie Belvedere
- Joseph jeté dans un puits, Österreichische Galerie Belvedere

Pièces isolées
- Retable Thomas Becket, Graz, 1465, une de ses premières œuvres.
- Statue de Saint Laurent, Tiroler Landesmuseum (de), Innsbruck, vers 1480–90.
- Statue de Saint Michel, Bayerisches Nationalmuseum, Munich, 1482–84.
- Crucifix, National Museum, Varsovie, vers 1490[18].
- Quatre têtes de saints, Abbaye de Wilten, Innsbruck.
- Tabernacle, Monguelfo-Tesido, Italy, vers 1470
- Fuite en Égypte (fragment), Kunstmuseum Basel, vers 1470
- Couronnement de la Vierge, (1452-1460), huile sur bois, 144 × 92 cm, Munich, Alte Pinakothek.

Fresques
- Fresques du plafond de la sacristie de Neustift près de  Bressanone, 1469–70. On y trouve à nouveau les quatre pères de l’Église[19]. .
- Fresques porte sud, tympan du portail sud de la collégiale romane de San Candido, vers 1480.
- Fresques dans la basilique romane de l'abbaye Saint-Paul du Lavanttal en Carinthie, par  Friedrich et Michael Pacher.
- Bildstock à Monguelfo-Tesido.

Les nombreuses fresques qui, depuis le Pustertal jusqu'en Carinthie, sont attribuées à Pacher sur la base de considérations stylistiques ne sont souvent pas documentés.